# 伯利 (新澤西州)
伯利（英語：Burleigh）是位於美國新澤西州開普梅縣的普查規定居民點。

## 人口
根據2020年美國人口普查的數據，伯利的面積為4.03平方千米，當中陸地面積為3.94平方千米，而水域面積為0.08平方千米。當地共有人口766人，而人口密度為每平方千米190.07人。